# Julia Zivikj
Julija Zivikj (Macedonisch: Јулија Живиќ) (29 oktober 2000) is een voetbalspeelster uit Noord-Macedonië.
Ze speelt als verdediger voor het Cypriotische Ljuboten, en in het Macedonisch vrouwenvoetbalelftal.

## Statistieken
| Seizoen | Club         | Land      | Competitie | Wedstrijden | Doelpunten |
| ------- | ------------ | --------- | ---------- | ----------- | ---------- |
| 2021/22 | Skoplje 2014 | Macedonië | PRŽ        |             |            |
| Totaal  | Totaal       | Totaal    | Totaal     | --          | --         |

Laatste update: okt 2021

## Interlands
Vivikj speelt sinds 2019 met het Macedonisch vrouwenvoetbalelftal, onder andere voor de kwalificatie voor het WK in 2023.